# Öronfasaner
Öronfasaner (Crossoptilon) är ett litet fågelsläkte i familjen fasanfåglar inom ordningen hönsfåglar med fyra arter som förekommer i Kina och nordöstra Indien:
- Tibetansk öronfasan (C. harmani)
- Vit öronfasan (C. crossoptilon)
- Brun öronfasan (C. mantchuricum)
- Blå öronfasan (C. auritum)